# Baldwin Hills

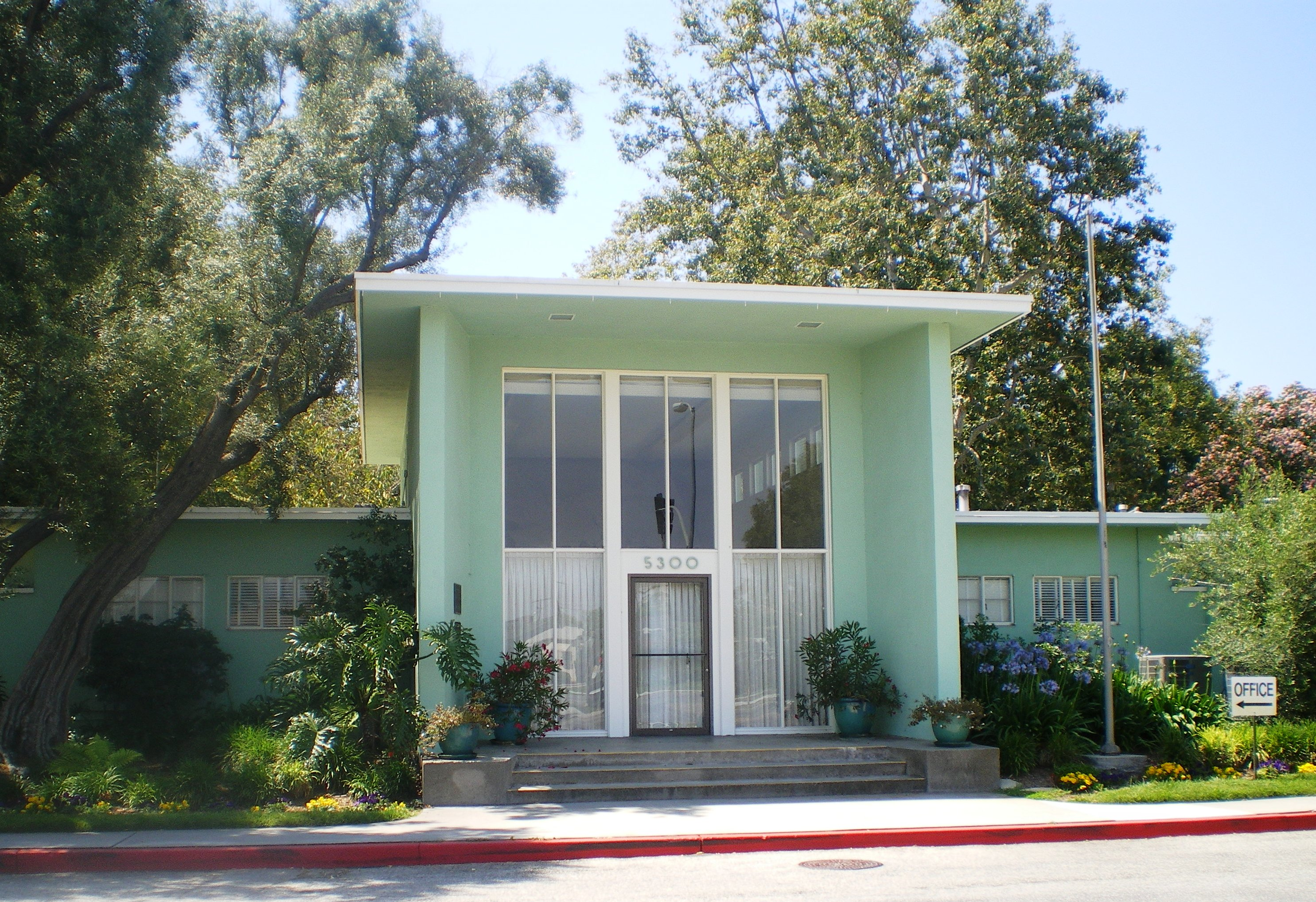
Bürohaus im Village Green in Baldwin Hills

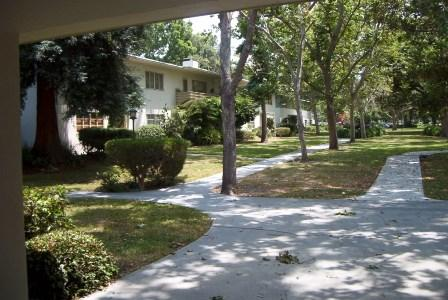
Straße im Village Green in Baldwin Hills

Baldwin Hills ist ein Stadtteil (Neighborhood) von Los Angeles im Los Angeles County in Kalifornien (USA). Es liegt in hügeliger Gegend über Los Angeles im Zentrum des Postleitzahlengebietes (ZIP-Code) 90008 und wird umrandet von den Städten Inglewood im Süden, Culver City im Westen und Nordwesten, weitere im Osten. Baldwin Hills hat laut US Census Bureau einen Anteil von ca. 78,5 % afroamerikanische Bevölkerung. Der Stadtteil gehört zu den wohlhabendsten Wohngegenden in den USA mit einer afroamerikanischen Mehrheit, weswegen die Gegend auch „Black Beverly Hills“ genannt wird.

## Geschichte
Seinen Namen erhielt Baldwin Hills von dem Pferdezüchter und Geschäftsmann Elias J. „Lucky“ Baldwin, dem Gründer der Pferderennbahn Santa Anita Park in Arcadia, östlich von Los Angeles. In Baldwin Hills wurde anlässlich der Olympischen Spiele des Jahres 1932 zum ersten Mal in der Geschichte der Olympischen Spiele ein Olympisches Dorf errichtet. Dieses war ausschließlich für die männlichen Teilnehmer der Spiele reserviert. 1942 wurde in Baldwin Hills zwischen der Rodeo Road und der Coliseum Street die Siedlung Village Green im Stil der Gartenstadtbewegung erbaut. Die aus 627 Wohneinheiten bestehende Siedlung umfasste auch umfangreiche Grünanlagen sowie Bürogebäude. Heute steht der gesamte Komplex unter Denkmalschutz.
In den Hügeln, die den südlichen Teil des Stadtteils prägen, wurde lange Zeit nach Erdöl gebohrt. Nachdem die Ölgesellschaften die Gegend verlassen hatten, wurde das Gelände von öffentlichen Einrichtungen übernommen. Es fehlt an öffentlichen Parks. Ein Teil des Geländes wurde in die Kenneth Hahn State Recreation Area umgewandelt. Auf diesem Gebiet lag früher der Baldwin-Hills-Speicher, der am 14. Dezember 1963 brach und eine Flutwelle verursachte, wodurch fünf bis acht Menschen zu Tode kamen.